# Згорня Ябланиця
Згорня Ябланиця (словен. Zgornja Jablanica) — поселення в общині Шмартно-при-Літії, Осреднєсловенський регіон, Словенія. 
Висота над рівнем моря: 283,1 м.